# Ephraim Kishon
 Ephraim Kishon (hebrejsky: אפרים קישון; ‎23. srpna 1924 Budapešť – 29. ledna 2005 Appenzell) byl židovský spisovatel, dramatik a scenárista, autor satirických a humoristických děl. Správně transliterované by se v češtině jeho jméno psalo Efrajim Kišon, tato varianta se však nepoužívá. Jeho původní jméno bylo Ferenc Hoffmann.

## Život
Narodil se v Budapešti v židovské rodině, jeho původní jméno bylo Ferenc Hoffmann. Za 2. světové války byl internován v táborech nucených prací, zachránil se útěkem z transportu do koncentračního tábora Sobibor. Po válce se vrátil do Budapešti, kde studoval dějiny umění a psal humoristické divadelní hry.
V roce 1949 odešel z Maďarska do Izraele a změnil si jméno. Začal psát hebrejsky, spolupracoval s novinami a psal prózu, divadelní hry a filmové scénáře. Největšího úspěchu se jeho knihy dočkaly v německy mluvících zemích.
Izrael opustil v roce 1981, kdy se přestěhoval se do Švýcarska. Tam zemřel roku 2005, jeho ostatky byly převezeny do Tel Avivu, kde byl pohřben na Trumpeldorově hřbitově.

## Dílo
- Seznam děl v Souborném katalogu ČR, jejichž autorem nebo tématem je Ephraim Kishon

### Próza
Celé dílo čítá kolem 50 titulů, byly přeloženy do více než 35 jazyků. Po roce 1989 je vydáván také v češtině:
- Inkognito v Praze (1990)
- Nevděk světem vládne (1991)
- Povídky o cizině (1993)
- Domácí lékárnička pro zdravé (1996)
- … a manželka nejlepší ze všech (1997)
- Nejlepší povídky o řidičích (1997)
- Na ostří hřebenu (1998, Mein Kamm, paralela k Hitlerově Mein Kampfu), satira na nacistické protižidovské postoje vyjádřená vyprávěním o historii hnutí bojujícího proti plešatým
- Pamětní deska na jeho domě v Tel Avivu.Za všechno může jablko (1999)
- Picassova sladká pomsta (2003)

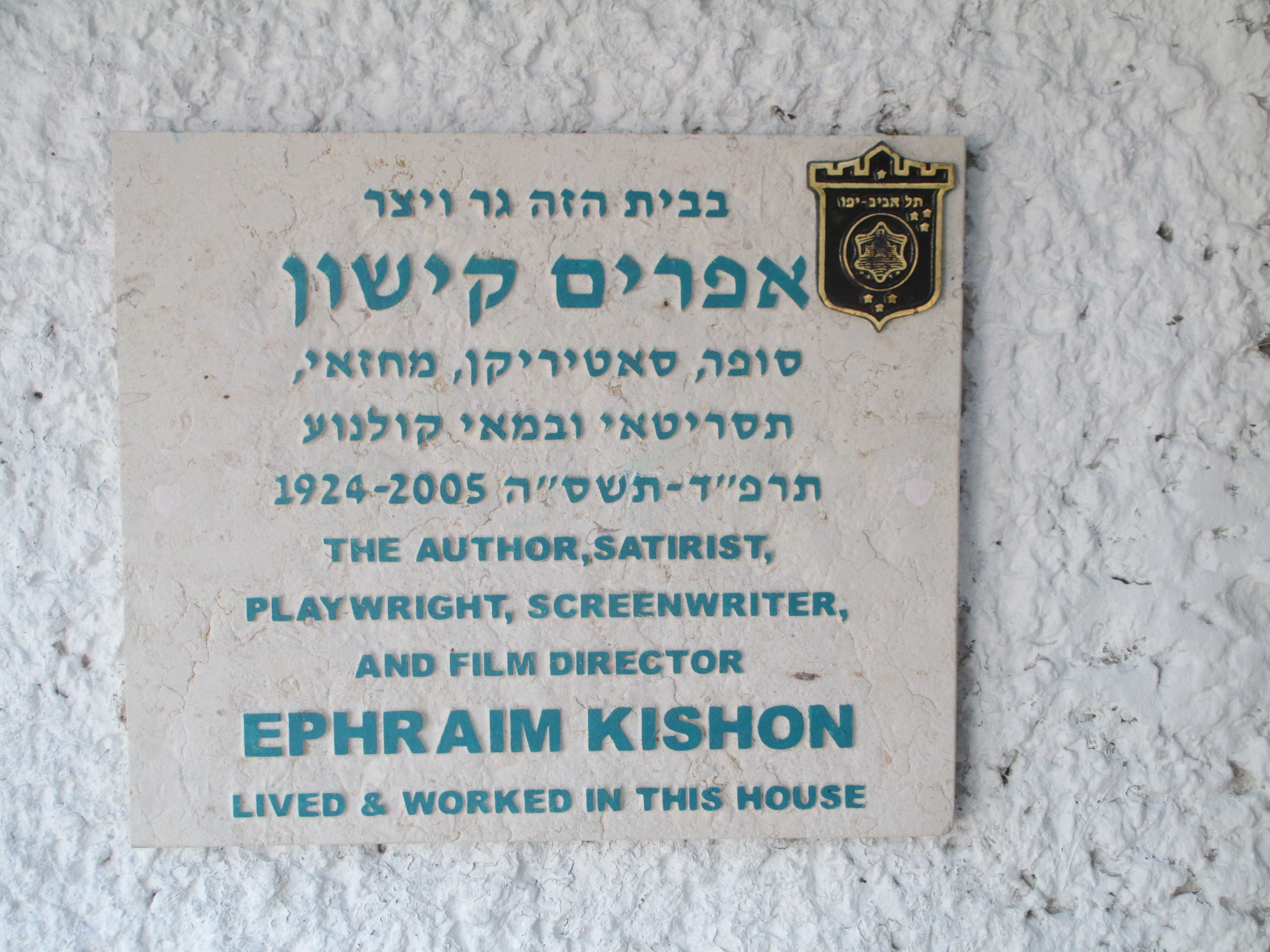
Pamětní deska na jeho domě v Tel Avivu.

- Můj nejmilejší pokrm je jídlo (2003)
- Nebylo se čemu smát (2003), autorův životní příběh
- Liška v kurníku (2004), politická satira. Význačný izraelský státník Amitz Dulnikker jede na zotavenou do idylické zapadlé vesnice Kmínovice a jeho zavádění demokratických principů přinese vesnici rozvrat.
- Nejlepší povídky z cest (2005)

### Divadelní hry
V Česku byly uvedeny komedie:
- Oddací list
- Ježíšmarjajosef aneb Zaplaťpánbůh!
- Byl to pták! Aneb Romeo a Julie po třiceti letech